# لوکا استربینی
لوکا استربینی (ایتالیایی: Luca Sterbini؛ زادهٔ ۱۲ نوامبر ۱۹۹۲) دوچرخه‌سوار اهل ایتالیا است.
از باشگاه‌هایی که در آن رکاب زده‌است می‌توان به باردیانی–سی‌اس‌اف اشاره کرد.